# Urząd Generalnego Konserwatora Zabytków
Urząd Generalnego Konserwatora Zabytków (UGKZ) – centralny urząd administracji rządowej istniejący w latach 1999–2002 powołany w miejsce Biura Ochrony Zabytków Ministerstwa Kultury i Sztuki. 
Urząd Generalnego Konserwatora Zabytków powołany został w celu obsługi zadań naczelnego organu ochrony zabytków, jakim był Generalny konserwator zabytków, wynikających z ustawy o ochronie dóbr kultury, w tym przede wszystkim nadzoru nad Służbą Ochrony Zabytków.Na czele Urzędu stał dr Aleksander Broda, Generalny Konserwator Zabytków. W ramach UGKZ działał Departament Ochrony Archeologicznych Dóbr Kultury (dyrektor - Marek Konopka), Departament Ochrony Nieruchomych Dóbr Kultury (dyrektor – dr Maria Smarzyńska) Departament Ochrony Ruchomych Dóbr Kultury (dyrektor - vacat), Departament Prawny (dyrektor – Alberto Soldani), Dyrektor generalny – Paweł Jaskanis. UGKZ został zlikwidowany 1 kwietnia 2002 r. po dojściu do władzy SLD po wyborach parlamentarnych w 2001 r. i po ostatecznym upolitycznieniu stanowiska GKZ, które po raz pierwszy objął polityk w żaden sposób nie związany z ochroną zabytków (Aleksandra Jakubowska).
Zadania UGKZ wypełnia obecnie Departament Ochrony Zabytków Ministerstwa Kultury i Dziedzictwa Narodowego
Ciekawą pozycją wydaną w ostatnich dniach istnienia UGKZ jest publikacja pt.: 
- Współpraca Generalnego Konserwatora Zabytków z jednostkami pozarządowymi w zakresie ochrony i popularyzacji problematyki ochrony zabytków, Warszawa 2002 (red. P. Jaskanis).

Zawiera ona pełny wykaz bibliograficzny publikacji finansowanych lub dofinansowanych przez GKZ w latach 1997–2001.